# Comité especial del Senado de los Estados Unidos para investigar la delincuencia en el comercio interestatal

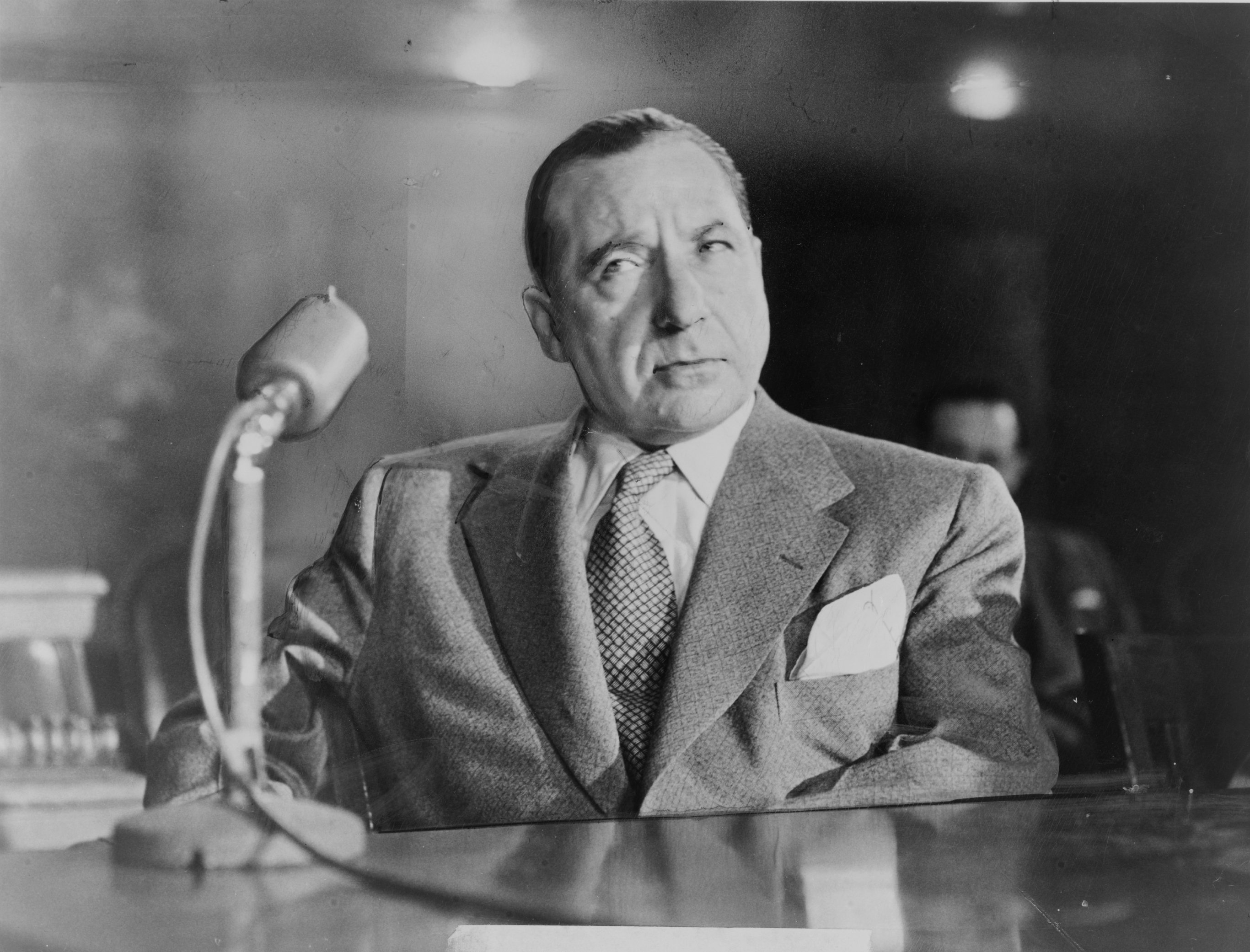
Gánster Frank Costello testificando ante el Comité Kefauver.

El comité especial del senado de los Estados Unidos para investigar la delicuencia en el comercio interestatal, fue un comité especial del Senado de los Estados Unidos que existió entre 1950 a 1951 y que investigó el crimen organizado que traspasaba los límites estatales en los Estados Unidos. El comité se hizo popularmente conocido como el Comité Kefauver debido a que su presidente era el Senador Estes Kefauver. El término capo di tutti capi fue introducido al público estadounidense por la Comisión Kefauver.

## Génesis del comité
El crimen organizado era objeto de varios artículos en los principales periódicos y revistas estadounidenses de 1949. Varias "comisiones sobre el crimen" de alcance local se habían organizado en varias ciudades principales y algunos estados de los Estados Unidos y habían descubierto una extensa corrupción del proceso político por parte del crimen organizado. Muchas ciudades y estados pidieron ayuda al gobierno federal para enfrentar al crimen organizado, sin embargo la ley federal contemplaba pocas herramientas por las que el gobierno de los Estados Unidos podía ayudarles. En particular, muchas ciudades y estados estaban preocupados con la forma cómo el crimen organizado se había infiltrado en el comercio interestatal y cómo amenazaban con tener secuestrado la economía estadounidense a través de las extorsiones de los sindicatos.
El 5 de enero de 1950, el senador Estes Kefauver (D-Tennessee) introdujo una resolución que podría permitir al Comité del Senado sobre el Poder Judicial investigar el rol del crimen organizado en el comercio interestatal. Sin embargo, el Comité del Senado sobre Comercio Interestatal y con el Extranjero reclamó su jurisdicción sobre ese asunto. Una resolución conciliada se aprobó la que proponía un comité especial de cinco senadores de ambos comités. El debate sobre esa resolución fue agrio y partisano, y la votación muy apretada. El 3 de mayo de 1950, el Vicepresidente Alben W. Barkley, actuando como Presidente del Senado de los Estados Unidos, emitió su voto dirimente y el Comité Especial se estableció.

## Trabajo del Comité
Barkley, como Presidente del Senado, tenía el poder para escoger a los miembros del comité.  Estos fueron: Kefauver; Herbert O'Conor (Maryland), Lester C. Hunt (Wyoming), Alexander Wiley (Wisconsin), y Charles W. Tobey (Nuevo Hampshire).
El Comité Kefauver tuvo audiencias en 14 ciudades principales de todos los Estados Unidos. Se recibió la declaración de más de 600 testigos. Muchas de las audiencias del Comité fueron televisadas a todo el país y contaron con grandes audiencias, proveyendo a los estadounidenses con su primera visión de la influencia del crimen organizado en el país. Entre las figuras más notorias que aparecieron ante el comité se encontraron Tony "Joe Batters" Accardo, Louis "Little New York" Campagna, Mickey Cohen, Willie Moretti, Frank Costello, Jake "Greasy Thumb" Guzik, Meyer Lansky, Paul "The Waiter" Ricca, Virginia Hill (antiguo mensajero de Joe Adonis y la Chicago Outfit así como enamorada del mafioso Benjamin Siegel), y cuatro antiguos policías de Atlantic City del jefe político de la mafia irlandesa Enoch "Nucky" Johnson's fuero también citados. Kefauver se convirtió en una figura reconocida nacionalmente, y el comité le permitió postular a la Presidencia de los Estados Unidos en 1952 y 1956 (sus postulaciones no tuvieron éxito pero él llegó a ser el nominado a la vicepresidencia de su partido en 1956).
Muchas de las audiencias del comité estaban dirigidas a probar que una organización siciliana-estadounidense basada en fuertes lazos familiares controlaba una vasta red de crimen organizado en los Estados Unidos, pero nunca se acercó a sustentar esa afirmación. Por el contrario, el comité descrubrió suficiente evidencia de que personas de todas las nacionalidades, etnias y religiciones operaban localmente y que apenas organizaban débiles sindicatos criminales de alcance local. El informe final del comité, emitido el 17 de abril de 1951, incluyó 22 recomendaciones para el gobierno federal y siete para las autoridades locales y estatales. Entre sus recomendaciones estaban: La creación de una "escuadra de garitos" dentro del Departamento de Justicia de los Estados Unidos; el establecimiento de una comisión permanente sobre el crimen a nivel federal; la expansión de la jurisdicción del Comité sobre el Poder Judicial para incluir al crimen organizado interestatal; estudios federales sobre la sociología del crimen; una prohibición de las apuestas en radio, televisión, telégrafo y teléfono; el establecimiento de comisiones sobre el crimen a nivel local y estatal; y un pedido de que Departamento de Justicia investigue y acuse a 33 individuos sospechosos de ser líderes del crimen organizado en los Estados Unidos.
El trabajo del comité llevó a varias consecuencias significativas. Entre las más notables estaba la admisión por parte de J. Edgar Hoover, director del FBI, que un sindicato nacional de crimen organizado existía y que el FBI había hecho poco al respecto. Propuestas legislativas y referendos estatales legalizando las apuestas se dejaron sin efecto o tuvieron resultados negativos en los siguientes años debido a las revelaciones sobre el involucramiento del crimen organizado en la industria de las apuestas, y más de 70 "comisiones sobre crimen" fueron establecidas a nivel estatal y local para seguir el trabajo iniciado por el comité Kefauver. El comité Kefauver fue el primero en sugerir que la ley civil debe ser expandida para combatir el crimen organizado. El congreso respondió al llamado y en 1970 aprobó la Ley RICO como una respuesta directa a la recomendación del comité.

## Liderazgo
El Senador Kefauver actuó como el primer presidente del comité. Kefauver renunció a la presidencia del comité el 30 de abril de 1951 y el Senador O'Conor asumió la presidencia hasta que el comité cesó sus actividades el 1 de septiembre de 1951.

## En la cultura pública
Las transmisiones en televisión de las audiencias atrajeron gran interés público y educaron a una gran audiencia sobre los problemas de la corrupción municipal y el crimen organizado. Un estimado de 30 000 000 de personas en los Estados Unidos sintonizaron para ver los procedimientos en vivo en marzo de 1951 y en esos tiempos un 72% de la población estaban familiarizados con el trabajo del comité. El tremendo éxito de las transmisiones llevó a la producción de un ciclo de exposiciones de películas en las que se veía a las fuerzas de la ley desmantelando complejas organizaciones criminales. La primera de estas fue The Captive City (1952), que tuvo la bendición del mismo senador Kefauver: el director Robert Wise tomó una copia a Washington D. C. para mostrársela al senador quien no sólo la apoyó sino que aparece en un prólogo y un epílogo, advirtiendo a las audiencias sobre los peligros del crimen organizado. Otros notables ejemplos de películas inspiradas en el comité fueron Hoodlum Empire (1952) y The Turning Point (1952).
Una versión ficticia de las audiencias es uno de los argumentos principales de la película de 1974 El padrino II, mostrando el testimonio dado por Michael Corleone, quien era la cabeza de su familia, y del enojado caporegime Frank Pentangeli.